# درو دوبر
أندرو مارتن دوبر (بالإنجليزية: Andrew Martin Dober؛ مواليد 19 أكتوبر 1988) هو مقاتل فنون قتالية مختلطة أمريكي. يُنافس حاليا في فئة الوزن الخفيف في يو إف سي.

## سجل فنون القتال المختلطة
| السجل المهني |        |          |
| 39 نزال      | 26 فوز | 12 خسارة |
| ضربة قاضية   | 13     | 2        |
| إخضاع        | 6      | 4        |
| قرار القضاة  | 7      | 6        |
| بدون قرار    | 1      | 1        |

## وصلات خارجية
- درو دوبر على موقع يو إف سي (الإنجليزية)
- درو دوبر على موقع بيلاتور (الإنجليزية)
- درو دوبر على موقع شيردوغ (الإنجليزية)
- درو دوبر على موقع Tapology.com (الإنجليزية)
- درو دوبر على موقع IMDb (الإنجليزية)
- درو دوبر على موقع قاعدة بيانات الفيلم (الإنجليزية)